# Overwinningsmedaille (België)

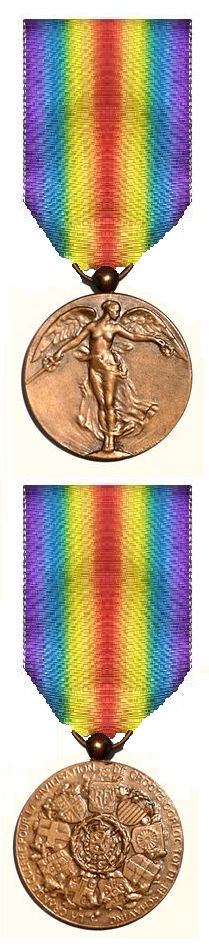
Intergeallieerde medaille van België 1914 - 1918

De Overwinningsmedaille, (Frans: "Médaille de la victoire") ook wel "Intergeallieerde Medaille 1914-1918" of, vanwege de tekst op de keerzijde "Medaille van de Oorlog voor de Beschaving" genoemd, is de Belgische Intergeallieerde Medaille die na de overwinning in de Eerste Wereldoorlog aan ongeveer 300.000 tot 350.000 veteranen werd uitgereikt.
De medaille werd op 15 juli 1919 ingesteld door koning Albert I der Belgen. De medaille werd uitgereikt aan allen die dienstdeden in het gemobiliseerde Belgische leger tussen 1 augustus 1914 en 11 november 1918.
Door latere decreten kon de Belgische medaille ook worden toegekend aan de deelnemers aan de Afrikaanse campagnes tegen de Duitse koloniën in Afrika en burgers zoals opvarenden van de koopvaardijvloot en vissers. Ze wordt gedragen na de IJzermedaille of het IJzerkruis. Op het revers van kostuums werd ook een kleine knoopsgatversiering in de kleuren van het lint gedragen. Op rokkostuums droeg men een miniatuur, een verkleinde versie van de medaille aan een klein lint of een kleine ketting. Op uniformen werd een baton gedragen.

## De Belgische medaille
De ronde bronzen medaille werd door Paul Du Bois (1859-1938) ontworpen. Op de voorzijde is een gevleugelde Godin van de Overwinning afgebeeld. Zij staat op een wereldbol en houdt een zwaard in de rechterhand. In de linkerhand houdt zij een lauwerkrans. Op de keerzijde staat het wapen van België in een lauwerkrans omringd door negen wapens van de geallieerden, in wijzerzin; Frankrijk, Verenigde Staten, Japans keizerrijk, koninkrijk Griekenland, Brazilië, Servië, Portugal, koninkrijk Italië en het Verenigd Koninkrijk en het tweetalige rondschrift "LA GRANDE GVERRE POVR LA CIVILISATION - DE GROOTE OORLOG TOT DE BESCHAVING".
De medaille werd aan een 39 millimeter breed lint in de kleuren van de regenboog op de linkerborst gedragen.